# Olympische Winterspiele 1992/Teilnehmer (Dänemark)
| Gelbes Symbol für Goldmedaillen mit stilisierten Olympischen Ringen | Graues Symbol für Silbermedaillen mit stilisierten Olympischen Ringen | Braundes Symbol für Bronzemedaillen mit stilisierten Olympischen Ringen |
| ------------------------------------------------------------------- | --------------------------------------------------------------------- | ----------------------------------------------------------------------- |
| —                                                                   | —                                                                     | —                                                                       |

Dänemark nahm 1992 zum siebten Mal an Olympischen Winterspielen teil. Dabei entsandte das Land sechs Athleten, davon vier Männer und zwei Frauen, die in drei Disziplinen antraten. Medaillen konnten keine gewonnen werden.
Fahnenträger bei der Eröffnungsfeier war der Skilangläufer Ebbe Hartz.

## Übersicht der Teilnehmer

### Eiskunstlauf
Männer
- Henrik Valentin
Einzel: 22. Platz

Frauen
- Anisette Torp-Lind
Einzel: 15. Platz

### Ski Alpin
Männer
- Nils Gelbjerg-Hansen
Riesenslalom: 45. Platz
Slalom: DNF

Frauen
- Tine Kongsholm
Riesenslalom: 31. Platz
Slalom: 28. Platz

### Ski Nordisch

#### Langlauf
Männer
- Michael Binzer
10 km: 69. Platz
30 km: 64. Platz
25 km Verfolgung: 59. Platz
- Ebbe Hartz
10 km: 48. Platz
30 km: 58. Platz
50 km: 49. Platz
25 km Verfolgung: 53. Platz